# Sécessionnisme linguistique
Le sécessionnisme linguistique est une attitude visant à séparer une variété linguistique régionale de la langue nettement distanciée des autres dont elle fait habituellement partie, afin de lui donner un statut de langue distincte.
Dans la terminologie utilisée en typologie sociolinguistique des langues, il s'agit de la constitution d'une langue Ausbau, ou langue par élaboration, par promotion et standardisation séparée d'une variété d'un diasystème. Cela ne doit pas être confondu avec la mise en avant d'un dialecte face à d'autres variétés ou à une langue standard. En effet, le sécessionnisme linguistique poursuit des motivations idéologiques et politiques qui visent à séparer un groupe, et les aspects objectifs d'une unité linguistique sont volontairement déniés. Ce phénomène a été initialement analysé et défini en sociolinguistique catalane, mais on le retrouve aussi dans d'autres domaines linguistiques.
Les sécessionnismes linguistiques dans des langues telles que l'anglais, le catalan, l'occitan ou le roumain sont très loin d'être consensuels et s'opposent aux recherches en linguistique. Ils n'arrivent pas à freiner les dynamiques majoritaires qui font que ces langues gardent un fonctionnement unitaire.
Au contraire, le sécessionnisme linguistique d'autres langues telles que le serbo-croate ou l'hindoustani est un phénomène majoritaire, consensuel et fortement institutionnalisé. C'est ce qui permet de dire que ce phénomène a créé des « langues politiques ». On peut citer dans le serbo-croate les élaborations divergentes du croate, du bosniaque, du monténégrin et du serbe qui sont bien établies dans la pratique générale.

## Domaine anglophone
Les tentatives, au début du XIXe siècle, d’élaborer un standard américain distinct de l’anglais britannique (autour de Noah Webster, qui considérait l'anglais britannique comme corrompu par l'aristocratie) ne se sont traduites que par l'adoption de distinctions orthographiques de faible portée, caractéristiques d’une langue polycentrique.
L'anglais australien a également suivi le même processus.

## Domaine roman
Dans le domaine des langues romanes, certains mouvements ont été interprétés comme des tentatives de sécessionnisme linguistique :

### Aguiainais
Le dialecte saintongeais fait parfois l'objet d'un sécessionnisme linguistique vis-à-vis du Poitevin-Saintongeais aussi nommé Aguiainais, langue d'oïl à substrat occitan,.

### Roumain

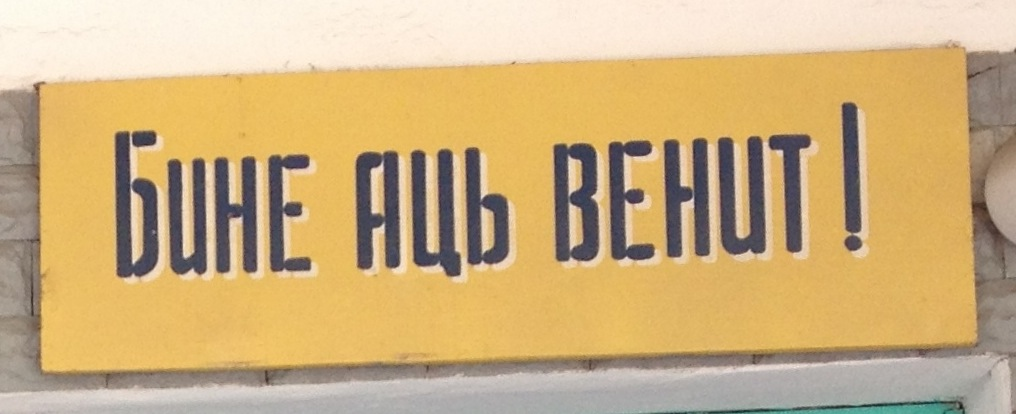
Soyez les bienvenus, en "moldave".

Le roumain est langue officielle en Roumanie et Moldavie mais la constitution de cette dernière le nomme « moldave » et les pro-russes de ce pays affirment que c'est une langue différente du roumain.
Pendant l'ère soviétique, les autorités de l'URSS ont officiellement reconnu et promu les Moldaves et le moldave comme ethnicité et langue distinctes. Un alphabet cyrillique a été introduit dans la RSS moldave pour renforcer cette affirmation. Depuis 1989, la langue officielle est passée à l'écriture latine et a subi les mêmes réformes linguistiques que le roumain.
De nos jours, l'alphabet cyrillique ne reste officiellement utilisé que sur les territoires contrôlés par les autorités dissidentes de la Transnistrie, où il est nommé « moldave », par opposition à la version en caractères latins utilisée ailleurs, que les autorités locales appellent roumain.

### Occitano-roman
En 1934, le catalan contemporain avait lui-même été proclamé comme une langue distincte de l’occitan. Dans l'espace occitano-roman, le sécessionnisme linguistique est un phénomène qui s'est seulement développé dans les années 1970 au sein de l'occitan et du catalan. Il est caractérisé par les traits suivants : 
- Un refus non assumé du développement du catalan et de l'occitan comme langues de communications normales dans la société. C'est peut-être la principale raison qui explique les sécessionnismes linguistiques au sein de langues subalternes comme le catalan et l'occitan. Ce sécessionnisme linguistique représente, en fait, une incapacité d'inverser la diglossie et la substitution linguistique. Parallèlement, s'accompagne une idéologie qui idéalise la coexistence entre la langue subordonnée (une variété du catalan ou de l'occitan) et la langue dominante (espagnol, français, ou italien), niant ou minimisant le conflit linguistique[9]. Ce n'est pas la langue objectivement dominante (l'espagnol, le français, ou l'italien) qui est stigmatisée comme l'adversaire principal à la survie de l'idiome, mais leur propre langue (le catalan ou l'occitan) dans le but d'en séparer une variété régionale[9].
- Une rupture et une contradiction avec les traditions renaissantistes des mouvements catalans et occitans, affirmant l'unité du catalan et de l'occitan depuis le XIXe siècle[9].
- Une ignorance souvent volontaire de la recherche dans la linguistique romane qui affirme l'unité du catalan et de l'occitan[9],[10].
- Des crispations identitaires autour des dialectes pour qu'ils soient considérés comme des langues distinctes[9].
- Un manque de résultats, ou une position très marginale dans la recherche scientifique en linguistique[9],[11].
- Un lobbying actif envers les milieux politiques régionaux[9].

#### Occitan

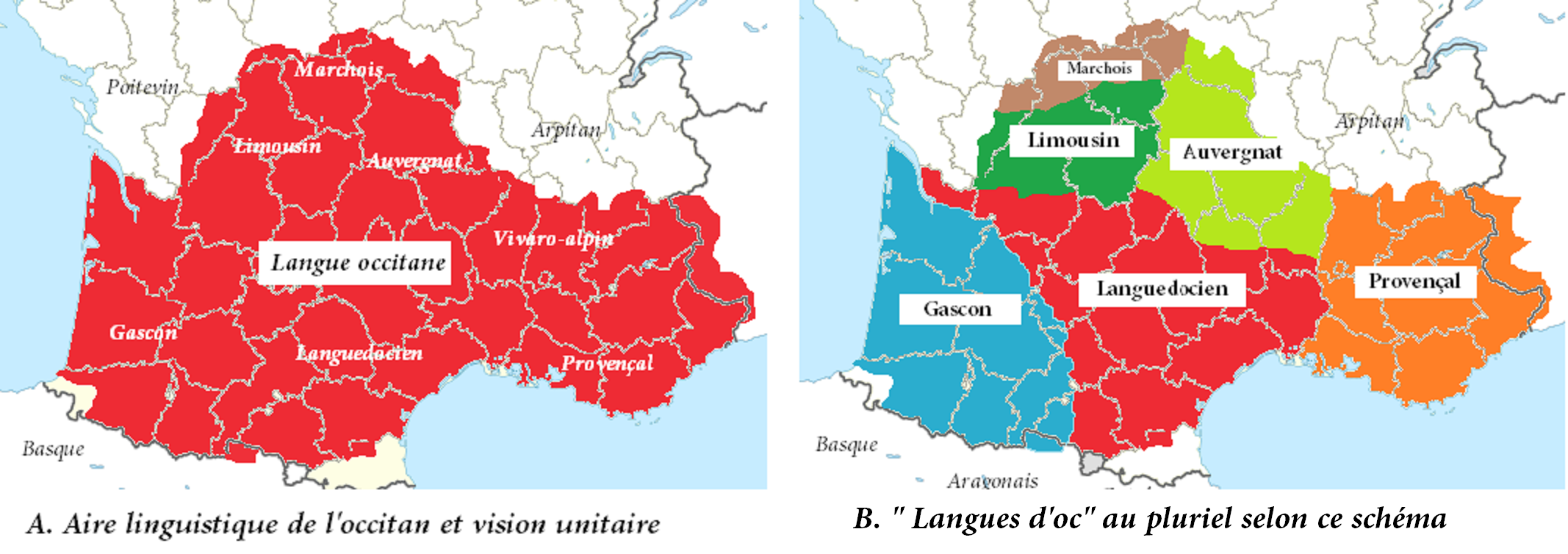
Exemple pour l'aire linguistique occitane (à gauche : vision unitaire d'une langue occitane constituée de plusieurs dialectes ; à droite : vision plurielle avec une promotion de différentes langues d'oc).

En occitan, il y a trois grands cas :
- Le sécessionnisme linguistique auvergnat est développé et soutenu depuis le milieu des années 1970 par le géographe Pierre Bonnaud, concepteur de la norme bonnaudienne, fondateur du Cercle Terre d'Auvergne et du magazine Bïzà Neirà[12]. L'impact sur la population est négligeable[13],[14]. La vision bonnaudienne, surtout répandue dans les années 1970/1980[15], est au début des années 2020 minoritaire[16], au profit d'une reconnaissance de la langue occitane[17].

- Le sécessionnisme linguistique gascon est apparu à la fin des années 1990[18],[19], essentiellement en réaction à l'installation près de Pau d'un Institut Occitan financé par plusieurs collectivités locales. Une association loi 1901, l'institut béarnais et gascon est créée pour promouvoir "une langue gasconne indépendante", en vérité pour la mise en avant du standard littéraire béarnais qui s'est imposé en Gascogne. L'IBG s'appuie sur les recherches personnelles d'un militaire retraité, Jean Lafitte[19], qui propose deux systèmes graphiques originaux pour le gascon, une variante anti-normative de la norme classique et une variante anti-normative de la norme mistralienne, ou plus précisément un écart de la norme fébusienne qui est la version gasconne de la norme mistralienne. Le sécessionnisme de ce mouvement anti-occitaniste doit être différencié du débat des linguistes sur la catégorisation compliquée du gascon. L'impact sur la population est négligeable, l'environnement culturel gascon adhère à la vision unifiée de la langue occitane presque à l'unanimité.[source insuffisante] Dans le Val d'Aran, le gascon est très officiellement défini comme une variété de l'occitan. Le statut de 1990 présente le gascon aranais comme variété de la langue occitane propre au Val d'Aran. De même, le statut d'autonomie de la Catalogne rénové en 2006 confirme cette formule: La langue occitane, appelée aranais dans le Val d'Aran[20]. Ainsi que la loi catalane d'octobre 2010 relative à l'officialité de l'occitan nommé aranais dans le Val d'Aran[21].

- Le sécessionnisme linguistique provençal est apparu dans les années 1950 avec Louis Bayle et Sully-André Peyre, et a été théorisé par Jean-Claude Rivière[réf. nécessaire] en réaction aux succès de l'occitanisme[22],[23] dans le déploiement de la graphie classique dans tout l'espace occitan, y compris en Provence  lors des années 1960 et 1970. Il s'appuie aussi sur les travaux de Philippe Blanchet[24] qui a développé de nouveaux concepts sociolinguistiques pour contourner[source insuffisante] l'unité historique de l'occitan moyen[25],[26] (ensemble dialectal de l'occitan qui regroupe le languedocien et le provençal). Les partisans du sécessionnisme provençal revendiquent la norme mistralienne mais ils ne sont pas représentatifs des utilisateurs de cette norme, qui sont traditionnellement adeptes de l'unité de la langue d'oc[27]. La langue provençale indépendante qu'ils promeuvent s'appuie essentiellement sur le standard littéraire rhodanien qui a connu du succès grâce à Frédéric Mistral. L'impact sur la population est faible, les militants sécessionnistes étant extrêmement minoritaires[27], mais au vu de leur lobbyisme soutenu on peut noter une certaine influence sur des hommes politiques de la région PACA qui ont parfois repris ce discours[28],[29],[30]. Certains pour s'en écarter ensuite[31] ou au contraire pour l'utiliser contre l'enseignement du provençal[32]. L'environnement culturel de la Provence est divisé entre l'immense majorité d'adhérents à la vision unitaire de la langue occitane[27] dont le provençal est constitutif (avec des sympathisants tant de la norme mistralienne que de la norme classique) et des partisans d'une langue provençale indépendante (utilisant uniquement la norme mistralienne). Le conseil régional de Provence-Alpes-Côte d'Azur adopta à deux mois d'intervalles deux textes contradictoires, le premier le 17 octobre 2003, où il affirmait : « la langue provençale et la langue niçoise sont les langues régionales de la région Alpes-Provence-Côte d'Azur » tandis que le 15 décembre 2003 il affirmait que  « la langue occitane ou langue d’Oc est la langue régionale de la région Provence-Alpes-Côte d’Azur : le provençal rhodanien, le provençal maritime, le niçard et l’alpin sont les formes régionales de la langue occitane ou langue d’Oc en Provence-Alpes-Côte d’Azur »[33].
  - On peut noter qu'il existe aussi un courant qui défend une langue niçoise indépendante du provençal. Le parler niçois est considéré tantôt comme une langue indépendante de l'occitan et du provençal, tantôt comme une variante de provençal et tantôt comme une variante d'occitan mais séparée du provençal.

Il existe aussi des initiatives réduites à un ou quelques individus :
- Un sécessionnisme linguistique cévenol autour d'Yves Gourgaud, qui a aussi milité au Parti de la Nation Occitane.
- Un sécessionnisme linguistique limousin.
- Un sécessionnisme linguistique marchois voit le marchois comme une langue à part qui ne s'insère pas dans le domaine d'oc. Les travaux de quelques érudits locaux promeuvent l'idée d'une langue indépendante qui est de transition entre occitan au sud et langue d'oïl au nord. Des aspects géohistoriques sont également avancés.

Paradoxalement, les sécessionnismes linguistiques autour de l'occitan ont tendance à se regrouper au niveau de l'espace occitan : ainsi, c'est une association ad hoc, la Confédération des associations culturelles et enseignants d'oc (avec Pierre Bonnaud et Louis Bayle) qui obtient, pendant la présidence de Valéry Giscard d'Estaing, l'interdiction de l'utilisation de la graphie classique du provençal par les services publics en Provence.
«  Objet : Enseignement des langues et cultures locales

Mesdames et Messieurs les Chefs d’établissement du second degré,
La circulaire ministérielle du 29 mars 1976 relative à la prise en compte dans l’enseignement des patrimoines cultures et linguistiques français précise que : “chaque fois qu’une langue est pratiquée sous forme de dialectes différenciés, c’est le dialecte correspondant au lieu où l’enseignement est dispensé et la graphie la plus appropriée à ce dialecte qui seront utilisés”.
Dans le ressort de l’Académie de Nice, les langues les plus usitées étant le provençal et le nissart, leur enseignement doit se fonder sur la graphie mistralienne classique qui est la plus adaptée aux traditions locales.

En conséquence, à partir de la rentrée scolaire de 1977, seule la graphie mistralienne sera enseignée aux élèves des établissements scolaires de l’Académie  »
— circulaire du Recteur de l’Académie de Nice, 1er avril 1977.
Les publications hostiles à l'unité de la langue occitane développent en général la même argumentation :
- il n'y aurait pas d'intercompréhension entre les différents dialectes d'oc.
- les occitanistes tenteraient d'imposer une langue (le languedocien assimilé à l'occitan) et une graphie artificielle (graphie classique) au détriment des langues « authentiques » et « historiques » de l'Auvergne, du Béarn, de la Provence,...
- qu'un "occitan standard" infligé de l’extérieur va se substituer aux variétés linguistiques locales, ce qui motive l’attachement à une langue "régionale" de proximité.
- les occitanistes constitueraient une menace pour l'identité régionale, voire pour l'unité nationale. Alors que les groupes dénoncés, en général le parti de la nation occitane et des groupes aujourd'hui disparus, ont eu peu ou pas de rôle dans la codification autour de la graphie classique.
- l'occitan (la langue d'oc) n'existerait pas, puisque l'Occitanie n'a jamais existé – il s'agirait de démonter les « mythes » du « credo occitaniste »[34].
- par conséquent, les associations de défense des « langues d'oc » réclament leur reconnaissance officielle comme langues indépendantes.

À noter que ces associations ont su se constituer un réseau, ténu mais présent, dans la sociolinguistique universitaire :
- Philippe Blanchet (un des animateurs de l'Astrado) a présenté en 1992 une thèse sur le provençal où il développe une partie de cette argumentation et propose de mettre en avant un « droit des locuteurs à nommer leur langue ».
- Pour justifier l'inclusion dans le provençal (occitan méridional) de l'essentiel du vivaro-alpin (nord-occitan), Philippe Blanchet a réutilisé récemment le concept de langue polynomique élaboré pour la langue corse [35].
- Jean Lafitte, qui présente le béarnais et gascon comme une langue indépendante de la langue d'oc, a également soutenu une thèse sous la direction de Philippe Blanchet[36].
- Des universitaires anti-unitarisme linguistique de l'occitan ont développé une nouvelle approche. La question porterait sur des divergences entre unitaristes et sécessionnistes occitans quant à la méthode pour revitaliser les langues en difficulté[37]. Ainsi au choix de la normativation pluricentrique et de la normalisation de la langue occitane pour un public large, répond l'attachement aux "parlers locaux"[38]  supposés authentiques. Cependant, ils proposent souvent à la place un standard régional basé sur un ou deux sous-dialectes, en évitant ainsi des formes générales. Par ailleurs, ils acceptent que la langue dominante (espagnol, français ou italien) cumule tous les espaces d'utilisation des langues. Ainsi les formes linguistiques locales deviennent progressivement incapables d'assurer par elles-mêmes toutes les fonctions nécessaires à la communication dans un contexte moderne. Elles sont finalement reléguées à un statut de patrimoine et condamnées à s'éteindre.

#### Catalan
En catalan, il y a trois cas :
- Le sécessionnisme linguistique valencien ou blavérisme apparaît à la fin des années 1970, au cours de la transition démocratique. Il est soutenu par certains secteurs politiques et culturels conservateurs de la société valencienne, souvent "post-franquiste"[39],[40]. L'impact sur la population est nuancé: la plupart des valenciens appellent leur langue valencien, mais ils sont divisés sur la question de l'unité de la langue catalane. Certains admettent que le valencien est un autre nom possible pour le catalan, tandis que d'autres affirment que le valencien est une langue distincte du catalan. L'impact du blavérisme est nul dans la communauté scientifique des linguistes. Mais il a influencé la transition politique valencienne en imposant son idéologie dans le statut d'autonomie de la Communauté valencienne et perdure toujours, mais à un degré moindre, grâce à la présence de l'académie valencienne de la langue. Les blavéristes écrivent le valencien en suivant les normes del Puig  et suivent les prescriptions de l'Académie royale de Culture Valencienne. Tandis que les partisans de l'unité du catalan et les institutions officielles acceptent les règles officielles du catalan (normes de Castellón, prescriptions de l'Institut d'Estudis Catalans et de l'Académie valencienne de la langue).
- Le sécessionnisme linguistique baléare est tout à fait marginal. Il est soutenu par des groupes culturels et politiques désorganisés et faibles. Il est lié à une forte catalanophobie mais ne devrait pas être confondu avec la tendance sociolinguistique historique, plus répandue et mieux structurée: le gonellisme. Celui-ci admet l'unité de la langue catalane mais insiste sur la défense de ses variétés baléares, ses partisans étant critiques avec le modèle standard de la norme qui selon-eux privilégie le parler de Barcelone. Ses fondements sont le statut d'autonomie des îles Baléares et une lettre-manifeste signée à l'été 1972 au nom de Pep Gonella, entre autres sources d'inspirations passées et ultérieures (néo-gonellisme ou gonellisme illustré).
- Le sécessionnisme linguistique dans la frange d'Aragon (zone parlant le catalan en Aragon) est tout à fait marginal et est apparu récemment. Il est soutenu par des groupes liés à des mouvements qui rejettent la présence du catalan en Aragon. En 2012, le gouvernement d'Aragon a inventé l'appellation de langue aragonaise propre à l'aire orientale (LAPAO) (oc)  afin de remplacer l'usage officiel du terme catalan. La loi sur les langues de la communauté a été modifiée dans ce sens en 2013.

### Galaïco-portugais
Lors de la reconquista, la langue galaïco-portugaise s'est étendue depuis la Galice vers le sud de la péninsule ibérique. Le Portugal, au sud, deviendra indépendant tandis que la partie nord sera plus tard gouvernée par le Royaume de Castille, qui deviendra le noyau de la future Espagne. À la fin du XVe siècle, la domination castillane est devenue plus forte, bannissant le galaïco-portugais de tous les usages officiels, y compris à l'église.
Au cours du XIXe siècle, un mouvement de renaissance est né. Ce mouvement a défendu la langue galicienne et a créé une norme provisoire, avec une orthographe castillane et de nombreux mots d'emprunt. Lorsque l'autonomie a été accordée à la Galice, une norme et une orthographe pour une langue galicienne ont été créées. Les réintégrateurs du galicien au portugais affirment que la norme officielle publiée en 1982 a été imposée par le gouvernement espagnol, avec l'intention secrète de séparer le galicien du portugais.

## Domaine slave
Dans le domaine des langues slaves, on trouve du sécessionnisme linguistique :
- dans le diasystème slave du centre-sud, naguère connu sous le nom de serbo-croate, le sécessionnisme linguistique a abouti à l’officialisation des langues bosnienne, croate, monténégrine et serbe. Pourtant, le serbo-croate (BCMS) a une forte unité structurelle, selon la grande majorité des linguistes spécialisés dans les langues slaves[41],[42]. Cependant, la langue est parlée par des populations qui ont de fortes consciences nationales propres: Bosniaques, Croates, Monténégrins et Serbes. Depuis la dissolution de la Yougoslavie en 1991, le serbo-croate a perdu sa codification unitaire et son statut unitaire officiel. Il est maintenant divisé en quatre langues officielles qui suivent des codifications distinctes.

## Hindoustani
En sociolinguistique des langues, le hindi et l'ourdou sont considérés comme deux langues par élaboration (« Ausbau ») fondées sur la langue par distance (« Abstand ») qu'est l'hindoustani.